# Advanced Power Management

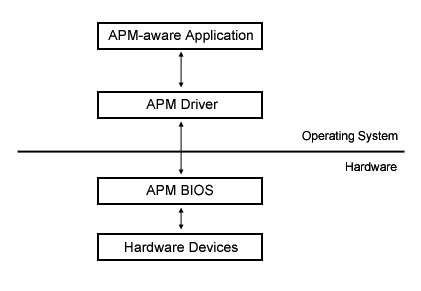

APM é a sigla para Advanced Power Management, uma norma de gerenciamento de energia usada inicialmente em computadores portáteis, mas que mais tarde foi adotada também nos computadores de mesa. A sua principal função é controlar diversos componentes do sistema de modo a ativar modos de poupança de energia quando não estão a ser utilizados. 
Recentemente esta tecnologia tem vindo a ser substituída pela norma ACPI, que não se limita à gestão do consumo de energia. Alguns computadores mais recentes já não são compatíveis com APM.